# Scuola vecchia di Santa Maria della Misericordia
La Scuola vecchia di Santa Maria della Misericordia è un edificio di notevoli dimensioni che copre sul fianco il sotoportego finale della fondamenta de l'Abazia, nel sestiere Cannaregio; la facciata è ad angolo con quella della chiesa dell'Abbazia della Misericordia. Essa fu la prima sede della Scuola Grande di Santa Maria della Misericordia, una scuola (confraternita) di Battuti di Venezia attiva dal 1308 al 1806.

## Storia e descrizione
Eretta nel 1310, fu più volte ampliata fino ad assumere l'attuale aspetto gotico verso la metà del XV secolo. Il portale era ornato da una lunetta con sculture attribuite a Giovanni Bon, in seguito asportata ed ora conservata al Victoria and Albert Museum di Londra. 
Non molto tempo dopo la Scuola decise di trasferirsi nella sede più grande al di là del rio, mentre questo edificio accolse l'Arte dei Tessitori di Seta fino al 1806. 
Nei suoi ampi ambienti Tintoretto ed i suoi aiuti dipinsero (in più parti successivamente unite in loco) il Paradiso che adorna la parete di fondo della Sala del Maggior Consiglio del Palazzo Ducale.
Nel 1920 venne acquistata dal pittore Italico Brass, che restaurò il complesso per adattarlo a sede della sua collezione e atelier. Infine nel 1974 gli eredi di Brass vendettero il complesso allo stato.
Già destinato a laboratorio di restauro e ricerca scientifica della Soprintendenza per i Beni Artistici e Storici di Venezia, oggi è sede dei laboratori di restauro e scientifico, degli archivi fotografico e restauri e di uffici amministrativi delle Gallerie dell'Accademia.